# Papp Aurél
Papp Aurél román nyelven: Aurel Popp (Érkávás, 1879. augusztus 1. – Szatmárnémeti, 1960. augusztus 8.) erdélyi magyar festőművész, grafikus, szobrász és művészetkritikus.

## Életútja

### Iskolái, pályakezdés
Érkávás községben született az Osztrák–Magyar Monarchiában, ma Szatmár megye, Románia. Apja görögkatolikus pap volt, aki 1884. szeptember 24-én meghalt, árván hagyva 4 fiát: Jánost, Aurélt, Mihályt és Ottót.
Elemi iskolai tanulmányokat szülőfalujában és Királydarócon, gimnáziumot Nagykárolyban végzett (1899), ahol a közös szülőföld élményei kapcsán mélyült el barátsága Ady Endrével. A budapesti Magyar Mintarajziskolában tanári képesítést szerzett (1903). Művészi tanulmányai során több csoporttársával olaszországi tanulmányutat tett (Ancona, Orvieto, Siena, Perugia, Assisi). A diploma megszerzése után visszatért Szatmárnémetibe, de év végén már bevonult katonának.
1904-ben Bécsbe vezényelték. Katonaként látogatta a múzeumokat és részt vett a bécsi Képzőművészeti Akadémia rajztanfolyamain. Leszerelés után, októberben, kisegítő rajztanári állást vállalt Bánffyhunyadon. Majd Szatmárnémetiben műszaki rajzoló és kisegítő tanár volt egy magániskolában.
1907. április 30-án kinevezték rajztanárnak a szatmárnémeti állami főgimnáziumba. Feleségül vette Madzsar Irén tanítónőt, akivel 3 fiút neveltek fel. Ebben az évben állított ki először a budapesti Műcsarnokban, majd ezt követően majdnem minden évben szerepelt itt és a Nemzeti Szalon kiállításain, a sajtó pozitívan értékelte a szatmári festő munkáit. Szatmárnémetiben füzet formájában megjelent tollából a Városunk jelen művészeti és műipari állapotáról (Módozat a jelen állapot megváltoztatására), melyben síkra szállt a művészi nevelés és a művészi ízlés gyökeres megváltoztatásáért. Az elkövetkező években sokat rajzolt és formázott többek között rónaszéki sóbányákban.
1911-ben Párizsba ment a Közoktatási Minisztérium ösztöndíjasaként, ahol beiratkozott Julian Akadémiára, a festészeti, majd a szobrászati tanfolyamra. Párizsból hosszabb tanulmányutakat tett Európa nagyvárosaiba (London, Brüsszel, München, Meißen, Amszterdam, Madrid) lázasan látogatva azok múzeumait. 1912-ben kiállította munkáit a párizsi Salon des indépendents-ben. 1913-ban rendezte első és egyben utolsó kiállítását Szatmárnémetiben.

### Első világháború és a forradalmak
Az első világháborúban (1914–1918) tisztként szolgált az osztrák-magyar hadseregben. Ez a frontszolgálat mély nyomot hagyott a művész életében. Borzalmas élményeitől nem tudott szabadulni élete végéig, szomorú ihletői híres háborúellenes képeinek. 1919-ben részt vett a Magyarországi Tanácsköztársaság idején zajlott forradalmi mozgalomban, kulturális népbiztos Szatmárnémetiben, A Tanácsok Országos Gyűlésének tagja, amiért a későbbiekben eljárást indítottak ellene. Octavian Goga román költő, az akkori kultúrminiszter közbenjárására mentették fel az eljárás alól.

### A két világháború közt
1921 februárjában egy kis erdélyi értelmiségi csoport, köztük Emil Isac költő, Thorma János festő és Popp Aurél kezdeményezésére nagyméretű képzőművészeti kiállítást szerveztek Kolozsvárott Erdélyi Képzőművészeti Szalon (Collegium Artifictum Transilvanicorum) címmel, amelyen 80 művész állított ki. Popp Aurél 32 alkotással vett részt a tárlaton, többnyire háborúellenes témájú képeivel. Művészetének hangsúlyozott expresszív szemlélete háborús emlékezéseinek földolgozásában nyert kifejezést. Nagyméretű, tablószerű háborús képei fogadtatásának sikere a romániai művészet élvonalába emelte a nagyobb művelődési központoktól mindvégig távol élő alkotót.
Az 1922-es év során a nevét ott találjuk a Hollósy Simon alapította Nagybányai művésztelep alkotóinak névsorában. De nézeteltérései a művésztelep vezetőivel arra késztették, hogy áthelyezze műtermét Felsőbányára. Később maga köré gyűjtötte a nagybányai avantgárd irányzathoz tartozó festőket, amely csoportot ironikusan a "kis Nagybányának" is nevezték.
1924-től néprajzi kutatásokat folytatott Szatmárnémetiben és az egész megyében egy néprajzi múzeum létrehozása érdekében. 1932–1943 között majdnem minden nyáron Felsőbányán festett tájképeket. Az erdélyi tájat egyedi módon ábrázolta élénk színvilággal.
1933–1934 között a Művészetek és Mesterségek Iskolájában és a temesvári Szépművészeti Iskolában volt tanár. Műtermet épített Szatmárnémetiben. 1935-ben Lippán megalkotta az első világháborúban elesett hősök emlékművét, amelyet a rá következő évben le is lepleznek. 1936-ban Thorma Jánossal szervezte az erdélyi és bánáti képzőművészek kongresszusát, amit júniusban meg is tartottak Nagybányán. 1938-ban megtervezte a helyi kórház alapító sebeszének, dr. Lükő Bélának a mauzóleumát Szatmárnémetiben.

### 1944 után
1946-ban új témájú képsorozatba kezdett Fadöntők címmel. 1954-ben Ady Endre szülőházának restaurálásán dolgozott, vázlatot készítve a költő emlékművéhez. 1957-ben megkapta a Kiváló Művész címet. 1959-ben néprajzi gyűjtőkörúton volt Kolozsvárt, Tordán, Gyulafehérvárott, Marosvásárhelyen Irén nevű egyetlen unokájával.

## Munkássága
Festészete sokat változott hosszú pályája során. Hatott rá a szecesszió, erőteljesen az expresszionizmus, voltak lírai, a nagybányaiak természetlátásához közelítő korszakai. Porcelán- és kerámiaműhelyt vezetett Szatmárnémetiben (1923–27), a nyarakat felsőbányai műtermében töltötte (1932–45). Bár sok közös mozzanat kapcsolta a nagybányaiakhoz, a művésztelep közösségi életvitelétől elhatárolta magát. 1936-ban erdélyi és bánsági művészszövetséget próbált összekovácsolni, ám a visszhangtalanság kiábrándította.
Magyar kultúrán nevelkedve, levelei nagy részét (még az Octavian Gogához és Emil Isachoz szólókat is) magyarul írta, s ugyanúgy életrajzi följegyzéseit, naplótöredékeit. Kiterjedt levelezést folytatott kortársakkal, köztük a korabeli irodalmi élet személyiségeivel, Kós Károllyal, Szentimrei Jenővel, Tamási Áronnal, Nyirő Józseffel, Tabéry Gézával. Írásos hagyatéka, melyben saját leveleinek másolatát is megőrizte, több ezer oldal. Ennek egy részét Szatmárnémetiben az Állami Levéltárban, illetve a Papp Aurél Emlékházban őrzik. Visszaemlékezéseiből, művészetkritikai írásaiból Banner Zoltán Ez is élet volt... címmel állított össze egy kötetre valót (Kolozsvár, 1977).
Sokat tett az erdélyi Ady-kultusz fönntartásáért: 1954-ben Gellért Sándorral Érmindszenten járva az egykori Ady-porta szomorú állapota láttán mozgalmat indított azért, hogy a költőnek szülőhelyén méltó emléket állítsanak. Románia és Magyarország összefogását sürgette a leégett szülőház újraépítésére és berendezésére, ez ügyben Hatvany Lajossal is levelezett. Maga is vázlatokat készített egy tervezett Ady-emlékműhöz.

## Művei

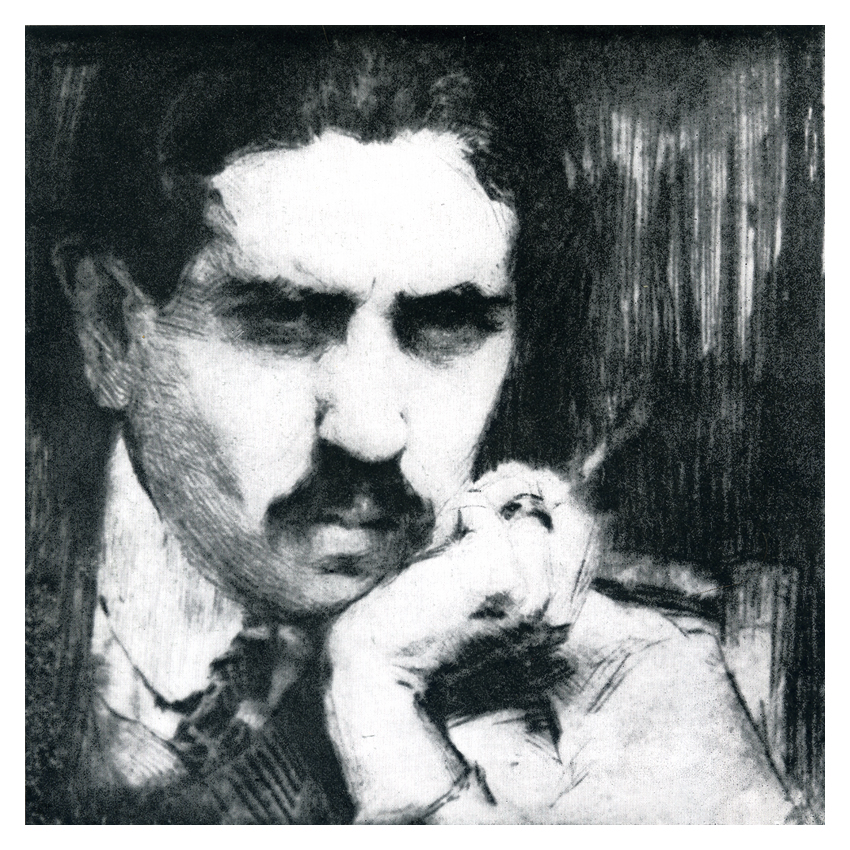
Önarcképe (1911)

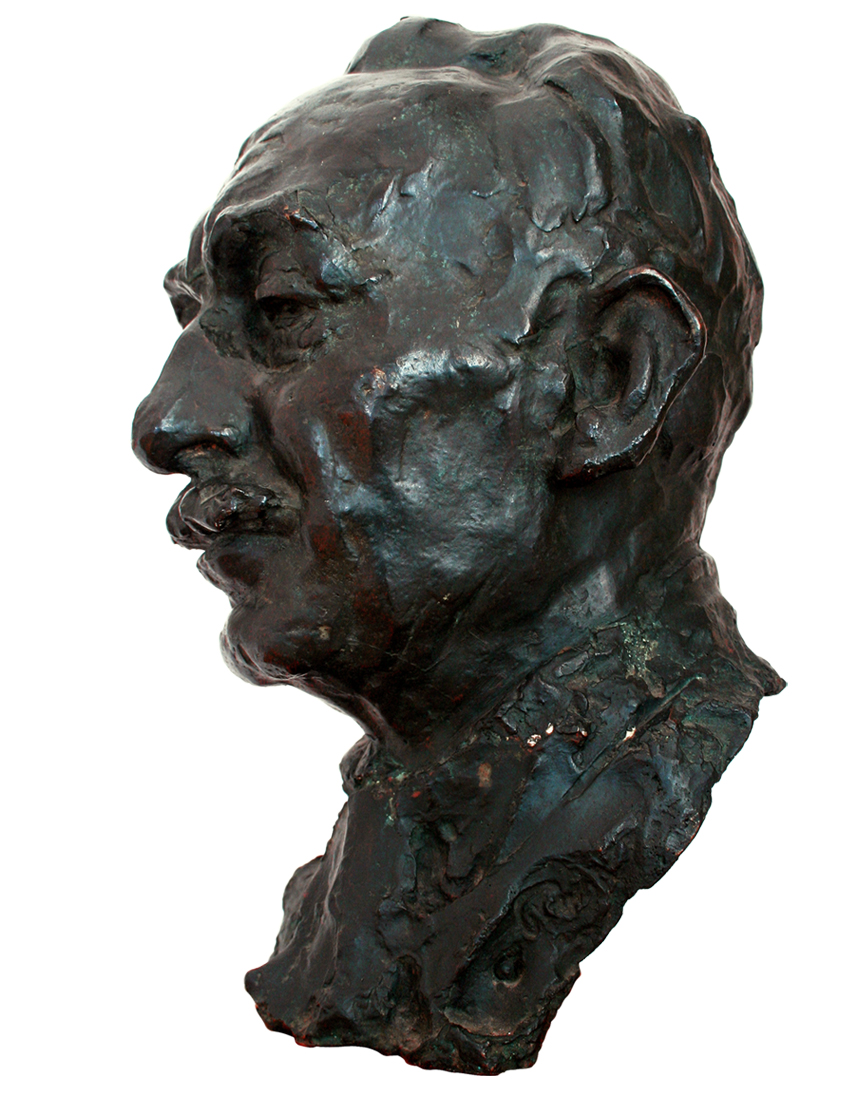
Papp Aurél Lükő Béláról készített portrészobra (1936)

### Grafikák
- Önarckép 1908
- A nagymama 1910
- Anya gyermekkel 1911
- Ecce homo 1926

### Festmények
- Önarckép 1903
- A régi Szatmár 1911
- A kertben 1920
- Új Krisztus 1925
- Roham 1916
- A művész fia 1926
- Kitaszítottak 1928
- Felsőbányai táj 1939
- A vörös pianinó 1941
- Utolsó vacsora 1949

### Szobrok
- A varrónő 1908
- Dr. Lükő Béla sebész keze 1912
- A művész felesége 1919
- A művész fiai (Oli és Bolcsi) 1919
- Portrészobor Lükő Béláról (bronz, Szatmárnémeti Múzeum, 1936)

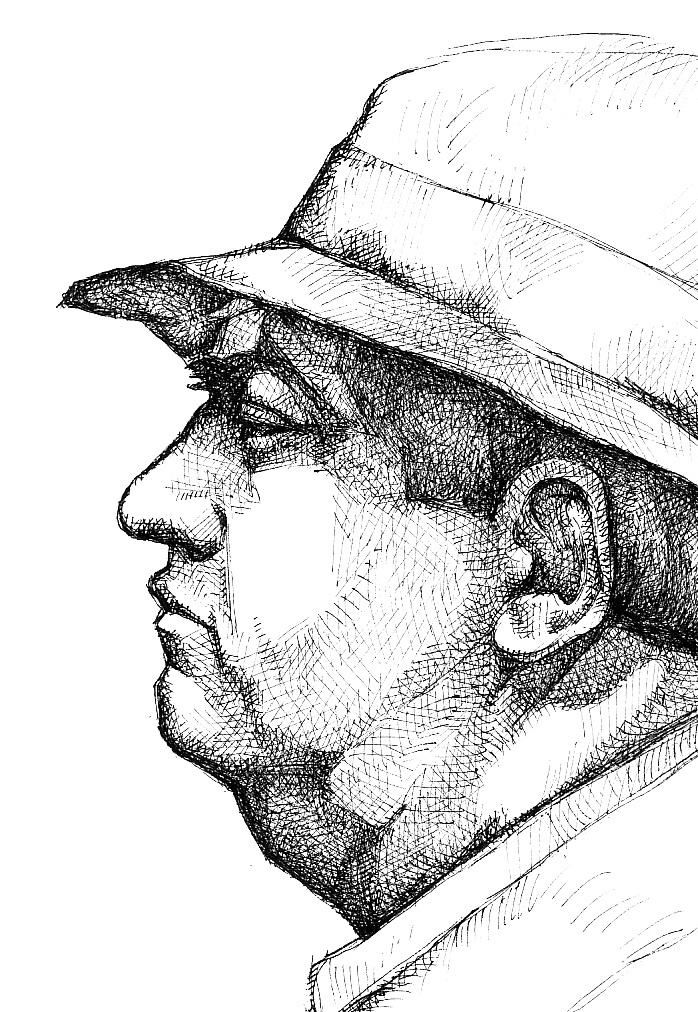
Popp Aurél arcképe
Muhi Sándor grafikája

## Emlékezete
- A szatmári Művészeti Múzeumban állandó kiállítása van.
- A volt Turbinei utcát, ahol lakott róla nevezték el, műtermét emlékmúzeummá alakították át.
- Volt lakása közelében róla készült szobor őrzi emlékezetét.
- A szatmárnémeti művészeti líceum tiszteletből az ő nevét vette fel, ma „Aurel Popp Művészeti Líceum” néven működik.
- Az 1990-es években Muhi Sándor grafikus megörökítette arcképét a hálás szatmárnémetiek nevében, akik sokat köszönhettek a művésznek.[1]

## Kapcsolódó információk
- Aurel Popp, galéria, románul